# روبرت برنارد
روبرت برنارد (بالألمانية: Robert Bernard)‏ (10 مارس 1913 شفاينفورت ألمانيا - 17 فبراير 1990) هو لاعب كرة قدم ألماني سابق كان يلعب كلاعب وسط، شارك في الألعاب الأولمبية الصيفية 1936.

## روابط خارجية
- روبرت برنارد على موقع الاتحاد الدولي (مؤرشف)  (الإنجليزية)
- روبرت برنارد على موقع قاعدة بيانات كرة القدم.إي يو (الإنجليزية)
- روبرت برنارد على موقع ناشيونال فوتبول تيمز (الإنجليزية)
- روبرت برنارد على موقع عالم كرة القدم.نت (الإنجليزية)
- روبرت برنارد على موقع أوليمبيديا (الإنجليزية)